# Straczekite
La straczekite è un minerale appartenente al gruppo omonimo.